# Karl Fagerström
Karl Olov Fagerström (* 1946) ist ein schwedischer Psychologe, der insbesondere durch seine Forschung zur Tabakabhängigkeit und den international verwendeten, nach ihm benannten Fagerström-Test (Fagerström Test for Cigarette Dependence) bekannt ist.

## Biografie
Fagerström studierte in Uppsala klinische Psychologie und veröffentlichte in seinem Abschlussjahrgang 1975 den nach ihm benannten, einfach anzuwendenden Test zur Nikotinabhängigkeit. Im selben Jahr eröffnete er weltweit eine der ersten Kliniken zur Zigarettenentwöhnung.
Ende der 1970er bis in die 1980er Jahre war Fagerström Chefredakteur des Scandinavian Journal for Behavior Therapy.
1981 wurde ihm für seine Forschungen zu Nikotinabhängigkeit und Rauchentwöhnung der Doktortitel verliehen. Er arbeitete zur Entwöhnung von Rauchern häufig mit der Nikotinsubstitution, d. h., er ersetzte bei Rauchern in der Therapie Nikotin aus gerauchten Zigaretten durch Nikotin aus Kaugummis, Pflastern, Sprays, Inhalatoren usw.
2010 veröffentlichte er eine Überarbeitung seines Testverfahrens, er führte darin an, dass nicht allein Nikotin für die starke Abhängigkeit von Zigaretten verantwortlich sein könne. Deshalb wurde der ursprüngliche Test für Nikotinabhängigkeit in Test für Zigarettenabhängigkeit umbenannt.

## Auszeichnungen
1999 erhielt Fagerström eine Auszeichnung der WHO für herausragende Arbeit in der Tabakkontrolle. 2014 verlieh ihm der Pharmakonzern Pfizer einen Sitz in einer beratenden Jury von Wissenschaftlern im Rahmen des von der Firma ausgelobten Preises "Global Research Awards for Nikotine Depence (GRAND)"

## Kritik
Fagerström wird von Tabakkontroll-Organisationen trotz seiner herausragenden Forschungsarbeit kritisiert, weil er durchgehend mit Industrie und Pharmaunternehmen zusammenarbeitete. Darüber hinaus wird seine Befürwortung von neuen Tabakerzeugnissen wie E-Zigaretten als Ausstiegshilfe für Raucher kritisch gesehen, denn diese sind auch geeignet, Kinder und Jugendliche an das Thema Rauchen heranzuführen, und können möglicherweise ebensolche Abhängigkeiten erzeugen.

## Veröffentlichungen
- Fragebogen mit Auswertung zum Fagerström-Test für Zigarettenabhängigkeit
- Als Hrsg. mit C. T. Bolliger: The Tobacco Epidemic. Karger 1997, ISBN 3805565313.
- S. Bleich, U. Havemann-Reinecke und J. Kornhuber – FTNA Fagerström-Test für Nikotinabhängigkeit. OCLC 603695967
- K. O. FTQ: Fagerström, N. G. Schneider: Measuring nicotine dependence. A review of the Fagerström Tolerance Questionnaire. J Behav Med. 1989; 12:159-181
- FTNA: T. F. Heatherton, L. T. Koziowski, R. C. Frecker, K. O. Fagerström: The Fagerström Test for Nicotine Dependence: A revision of the Fagerström Tolerance Questionnaire. Brit. J. Addict 86 (1991), 1119–1127
- Mit John Hughes: Varenicline in the treatment of tobacco dependence. 2008, ISSN 1178-2021